# Andrzej
Andrzej is een Poolse voornaam die is afgeleid van de Griekse jongensnaam Andreas.

## Bekende naamdragers
- Andrzej Bartkowiak, Pools filmregisseur en cameraman
- Andrzej Bobola, heilige
- Andrzej Buncol, Pools voetballer
- Andrzej Maria Deskur, Pools geestelijke
- Andrzej Grubba, Pools tafeltennisser
- Andrzej Iwan, Pools voetballer
- Andrzej Jakimowski, regisseur van Tricks
- Andrzej Jasinski, Pools pianist
- Andrzej Juskowiak, Pools voetballer
- Andrzej Karweta, Pools vice-admiraal
- Andrzej Kremer, Pools advocaat, diplomaat en onderminister
- Andrzej Lepper, Pools politicus
- Andrzej Lesiak, Pools voetballer en voetbalcoach
- Andrzej Marciniak, Pools bergbeklimmer
- Andrzej Niedzielan, Pools voetballer
- Andrzej Ornoch, Pools-Canadees voetballer
- Andrzej Pałasz, Pools voetballer
- Andrzej Piaseczny, Pools zanger
- Andrzej Przewoźnik, Pools geschiedkundige
- Andrzej Rudy, Pools voetballer
- Andrzej Wiktor Schally, Amerikaans endocrinoloog
- Andrzej Sekula, regisseur van The Pleasure Drivers
- Andrzej Sokołowski, Pools handballer
- Andrzej Stelmachowski, Pools politicus
- Andrzej Sypytkowski, Pools wielrenner
- Andrzej Szarmach, Pools voetballer
- Andrzej Śliwiński, Pools bisschop
- Andrzej Wajda, Pools filmregisseur
- Andrzej Wohl, Amerikaans acteur
- Andrzej Zaucha (zanger), Pools zanger
- Andrzej Zaucha (journalist), Pools journalist en schrijver
- Andrzej Zulawski, Pools filmregisseur

- Andrzej
- Andrzej Bartkiewicz
- Andrzej Bartkowiak
- Andrzej Bobkowski
- Andrzej Bobola
- Andrzej Buncol
- Andrzej Bursa
- Andrzej Błachaniecpark
- Andrzej Chyra
- Andrzej Duda
- Andrzej Gawroński
- Andrzej Gorak
- Andrzej Grabowski
- Andrzej Grubba
- Andrzej Gudański
- Andrzej Górak
- Andrzej Iwan
- Andrzej Jasinski
- Andrzej Juskowiak
- Andrzej Karweta
- Andrzej Kobylanski
- Andrzej Kobylański
- Andrzej Kremer
- Andrzej Kubica
- Andrzej Lepper
- Andrzej Lesiak
- Andrzej Lipski
- Andrzej Maria Deskur
- Andrzej Mierzejewski
- Andrzej Munk
- Andrzej Niedzielan
- Andrzej Ornoch
- Andrzej Palasz
- Andrzej Panufnik
- Andrzej Pałasz
- Andrzej Piaseczny
- Andrzej Przeworski
- Andrzej Przewoznik
- Andrzej Przewoźnik
- Andrzej Rudy
- Andrzej Sapkowski
- Andrzej Saramonowicz
- Andrzej Sokolowski
- Andrzej Sokołowski
- Andrzej Stanisław Kostka Załuski
- Andrzej Stekala
- Andrzej Stelmachowski
- Andrzej Stękała
- Andrzej Sypytkowski
- Andrzej Szarmach
- Andrzej Trzebicki
- Andrzej Wajda
- Andrzej Zaucha
- Andrzej Zaucha (journalist)
- Andrzej Zaucha (zanger)
- Andrzej Załuski
- Andrzej Zebrzydowski
- Andrzej Zulawski
- Andrzej Żuławski
- Andrzejewo
- Andrzejewo (Mazovië)
- Andrzejewo (gemeente)